# Roberto Maurantonio
Roberto Maurantonio (Bari, 7 giugno 1981) è un allenatore di calcio ed ex calciatore italiano, di ruolo portiere, preparatore dei portieri del Bari.

## Biografia
Fa parte degli Atleti di Cristo, esperienza di fede conosciuta durante la militanza nel Piacenza attraverso il compagno di squadra Tomás Guzmán.

## Caratteristiche tecniche
Portiere prestante fisicamente, è abile nelle uscite alte.

## Carriera
Cresciuto nelle giovanili del Bari, debutta come portiere titolare in Serie D, con Locorotondo e Martina: con quest'ultima squadra ottiene due promozioni consecutive (in Serie C2 nel 2001 e in Serie C1 nel successivo campionato), segnalandosi come uno dei migliori portieri della categoria. Nell'estate 2002 viene acquistato dall'Ascoli, in prestito con diritto di riscatto. Riserva di Sebastián Cejas, esordisce in Serie B totalizzando 3 presenze in campionato; a fine stagione non viene riscattato e torna al Martina dove è ancora relegato al ruolo di riserva, questa volta di Antonio Narciso.
Nel gennaio 2004 torna a titolo definitivo all'Ascoli; nel campionato di Serie B 2004-2005, concluso con l'eliminazione ai play-off e il successivo ripescaggio nella massima serie,  Maurantonio disputa 13 partite, dividendo il ruolo di titolare con Davide Micillo e Ferdinando Coppola. A fine stagione ceduto alla Virtus Lanciano, formazione abruzzese di Serie C1: vi rimane per due annate, di cui solo la prima da titolare, mentre nella seconda si alterna con Enrico Guarna. Nel 2007, a causa del mancato versamento di alcune fideiussioni, ottiene lo svincolo dagli abruzzesi e torna in Serie B, ingaggiato dal Piacenza come vice di Mario Cassano. Rimane in Emilia per tre stagioni, sempre come portiere di riserva (prima di Cassano e poi di Christian Puggioni), totalizzando complessivamente 9 presenze in campionato.
Nel 2010, alla scadenza del contratto, rimane svincolato, e si allena per un breve periodo con il Bari; nel gennaio 2011 torna per la terza volta all'Ascoli, ingaggiato come riserva di Enrico Guarna (già suo compagno a Lanciano) dopo l'infortunio di Achille Coser. Viene riconfermato anche nelle due annate successive, e nel gennaio 2013, con la cessione di Guarna allo Spezia, viene promosso titolare della formazione marchigiana. Il 30 giugno 2013 rimane svincolato e il 22 luglio seguente parte per il ritiro dei calciatori svincolati a Coverciano, organizzato dall'Associazione Italiana Calciatori. Il 19 settembre successivo firma per il Grosseto, militante in Lega Pro Prima Divisione. Il 3 ottobre 2014 viene ingaggiato dal Carpi, in Serie B, dove ritrova Castori che lo aveva allenato ad Ascoli.
Nell'estate del 2015 passa all'Akragas, squadra militante in Lega Pro. Vi rimane per una sola stagione, e il 23 luglio 2016 firma con il Taranto, che il 4 agosto viene ripescato in Lega Pro. Debutta con la maglia ionica il 17 agosto in occasione della sfida di Coppa Italia di Lega Pro contro il Melfi. Il 28 agosto, invece, fa il suo esordio in campionato nella gara pareggiata dal Taranto per 1-1 contro il Matera.
Nella stagione 2017-2018 si trasferisce alla Fidelis Andria. Nell'estate 2018 torna al Bari, nel frattempo declassato in Serie D per fallimento, nel doppio ruolo di portiere e preparatore dei portieri. Al termine della stagione, dopo la vittoria del campionato del Bari e la promozione in Serie C, si ritira da giocatore e rimane al Bari esclusivamente nel ruolo di preparatore dei portieri.

## Statistiche

### Presenze e reti nei club
| Stagione               | Squadra                | Campionato             | Campionato | Campionato | Coppe nazionali | Coppe nazionali | Coppe nazionali | Coppe continentali | Coppe continentali | Coppe continentali | Altre coppe | Altre coppe | Altre coppe | Totale | Totale |
| Stagione               | Squadra                | Comp                   | Pres       | Reti       | Comp            | Pres            | Reti            | Comp               | Pres               | Reti               | Comp        | Pres        | Reti        | Pres   | Reti   |
| ---------------------- | ---------------------- | ---------------------- | ---------- | ---------- | --------------- | --------------- | --------------- | ------------------ | ------------------ | ------------------ | ----------- | ----------- | ----------- | ------ | ------ |
| 1999-2000              | Virtus Locorotondo     | CND                    | 33         | -45        | -               | -               | -               | -                  | -                  | -                  | -           | -           | -           | 33     | -45    |
| 2000-2001              | Martina                | D                      | 33         | -22        | CI-D            | -               | -               | -                  | -                  | -                  | -           | -           | -           | 33     | -22    |
| 2001-2002              | Martina                | C2                     | 30         | -22        | CI-C            | 1               | -2              | -                  | -                  | -                  | -           | -           | -           | 31     | -24    |
| 2002-2003              | Ascoli                 | B                      | 3          | -7         | CI              | 0               | 0               | -                  | -                  | -                  | -           | -           | -           | 3      | -7     |
| 2003-gen. 2004         | Martina                | C1                     | 1          | -1         | CI+CI-C         | 0+1             | -1              | -                  | -                  | -                  | -           | -           | -           | 2      | -2     |
| Totale Martina         | Totale Martina         | Totale Martina         | 64         | -45        |                 | 2               | -3              |                    | -                  | -                  |             | -           | -           | 66     | -48    |
| gen.-giu. 2004         | Ascoli                 | B                      | 5          | -9         | CI              | -               | -               | -                  | -                  | -                  | -           | -           | -           | 5      | -9     |
| 2004-2005              | Ascoli                 | B                      | 13         | -14        | CI              | 0               | 0               | -                  | -                  | -                  | -           | -           | -           | 13     | -14    |
| 2005-2006              | Virtus Lanciano        | C1                     | 29         | -29        | CI+CI-C         | 0               | 0               | -                  | -                  | -                  | -           | -           | -           | 29     | -29    |
| 2006-2007              | Virtus Lanciano        | C1                     | 19         | -15        | CI-C            | 2               | 0               | -                  | -                  | -                  | -           | -           | -           | 21     | -15    |
| Totale Virtus Lanciano | Totale Virtus Lanciano | Totale Virtus Lanciano | 48         | -44        |                 | 2               | 0               |                    | -                  | -                  |             | -           | -           | 50     | -44    |
| 2007-2008              | Piacenza               | B                      | 6          | -9         | CI              | 1               | -3              |                    | -                  | -                  |             | -           | -           | 7      | -12    |
| 2008-2009              | Piacenza               | B                      | 2          | -3         | CI              | 0               | 0               | -                  | -                  | -                  | -           | -           | -           | 2      | -3     |
| 2009-2010              | Piacenza               | B                      | 1          | -1         | CI              | 0               | 0               | -                  | -                  | -                  | -           | -           | -           | 1      | -1     |
| Totale Piacenza        | Totale Piacenza        | Totale Piacenza        | 9          | -13        |                 | 1               | -3              |                    | -                  | -                  |             | -           | -           | 10     | -16    |
| gen.-giu. 2011         | Ascoli                 | B                      | 2          | -4         | CI              | -               | -               | -                  | -                  | -                  | -           | -           | -           | 2      | -4     |
| 2011-2012              | Ascoli                 | B                      | 5          | -2         | CI              | 0               | 0               | -                  | -                  | -                  | -           | -           | -           | 5      | -2     |
| 2012-2013              | Ascoli                 | B                      | 16         | -28        | CI              | 0               | 0               | -                  | -                  | -                  | -           | -           | -           | 16     | -28    |
| Totale Ascoli          | Totale Ascoli          | Totale Ascoli          | 44         | -64        |                 | 0               | 0               |                    | -                  | -                  |             | -           | -           | 44     | -64    |
| 2013-2014              | Grosseto               | 1D                     | 3          | -5         | CI+CI-LP        | 0+5             | -4              | -                  | -                  | -                  | -           | -           | -           | 8      | -9     |
| ott. 2014-2015         | Carpi                  | B                      | 1          | -2         | CI              | -               | -               | -                  | -                  | -                  | -           | -           | -           | 1      | -2     |
| 2015-2016              | Akragas                | LP                     | 17         | -22        | CI-LP           | 5               | -2              | -                  | -                  | -                  | -           | -           | -           | 22     | -24    |
| 2016-2017              | Taranto                | LP                     | 30         | -34        | CI-LP           | 1               | -1              | -                  | -                  | -                  | -           | -           | -           | 31     | -35    |
| 2017-2018              | Fidelis Andria         | C                      | 30         | -34        | CI-C            | 1               | 0               | -                  | -                  | -                  | -           | -           | -           | 31     | -34    |
| 2018-2019              | Bari                   | D                      | 0          | 0          | CI-D            | 0               | 0               | -                  | -                  | -                  | -           | -           | -           | 0      | 0      |
| Totale carriera        | Totale carriera        | Totale carriera        | 279        | -308       |                 | 17              | -13             |                    | -                  | -                  |             | -           | -           | 296    | -321   |

## Palmarès

### Club

#### Competizioni nazionali
- Campionato italiano Serie C2: 1

Martina: 2001-2002
- Campionato italiano Serie D: 2

Martina: 2000-2001 (girone H)
Bari: 2018-2019 (girone I)
- Campionato italiano di Serie B: 1

Carpi: 2014-2015